# Jaskinia w Ciężkowicach Pierwsza

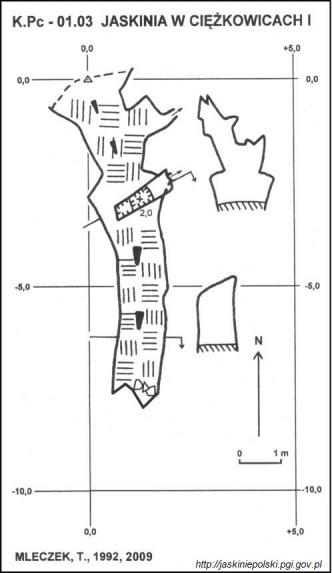
Plan

Jaskinia w Ciężkowicach Pierwsza, Jaskinia w Ciężkowicach I, Jaskinia Pajęcza – jaskinia w rezerwacie przyrody Skamieniałe Miasto w Ciężkowicach, w województwie małopolskim, w powiecie tarnowskim. Pod względem geograficznym znajduje się na Pogórzu Ciężkowickim będącym częścią Pogórza Środkowobeskidzkiego.

## Opis jaskini
Znajduje się w niewielkim skalnym murze powyżej skały Warownia Górna i w odległości około 40 m od niej. Otwór jaskini znajduje się pod dużym okapem i poniżej poziomu terenu. Za otworem znajduje się dwumetrowy kominek oraz prosty i opadający korytarz o długości 7 m. Dawniej na jego końcu była salka, za nią zacisk i ciasny, dwumetrowej długości korytarz. Salka ta i korytarz uległy jednak zawaleniu.
Jaskinia wytworzyła się w piaskowcu ciężkowickim i jest pochodzenia grawitacyjnego. Na jej dnie znajduje się cienka warstwa piasku, a przy otworze również liści. Korytarzyk jest oświetlony rozproszonym światłem słonecznym. Brak roślin, ze zwierząt obserwowano liczne pająki, a w lecie pojedyncze nietoperze.

## Historia poznania i dokumentacji
Po raz pierwszy jaskinię opisali T. Mleczek i T. Kałuża ze Speleoklubu Dębickiego w sierpniu 1987 r. Pomierzyli ją busolą geologiczną Freiberga i taśmą parcianą. Plan jaskini opracował T. Mleczek.

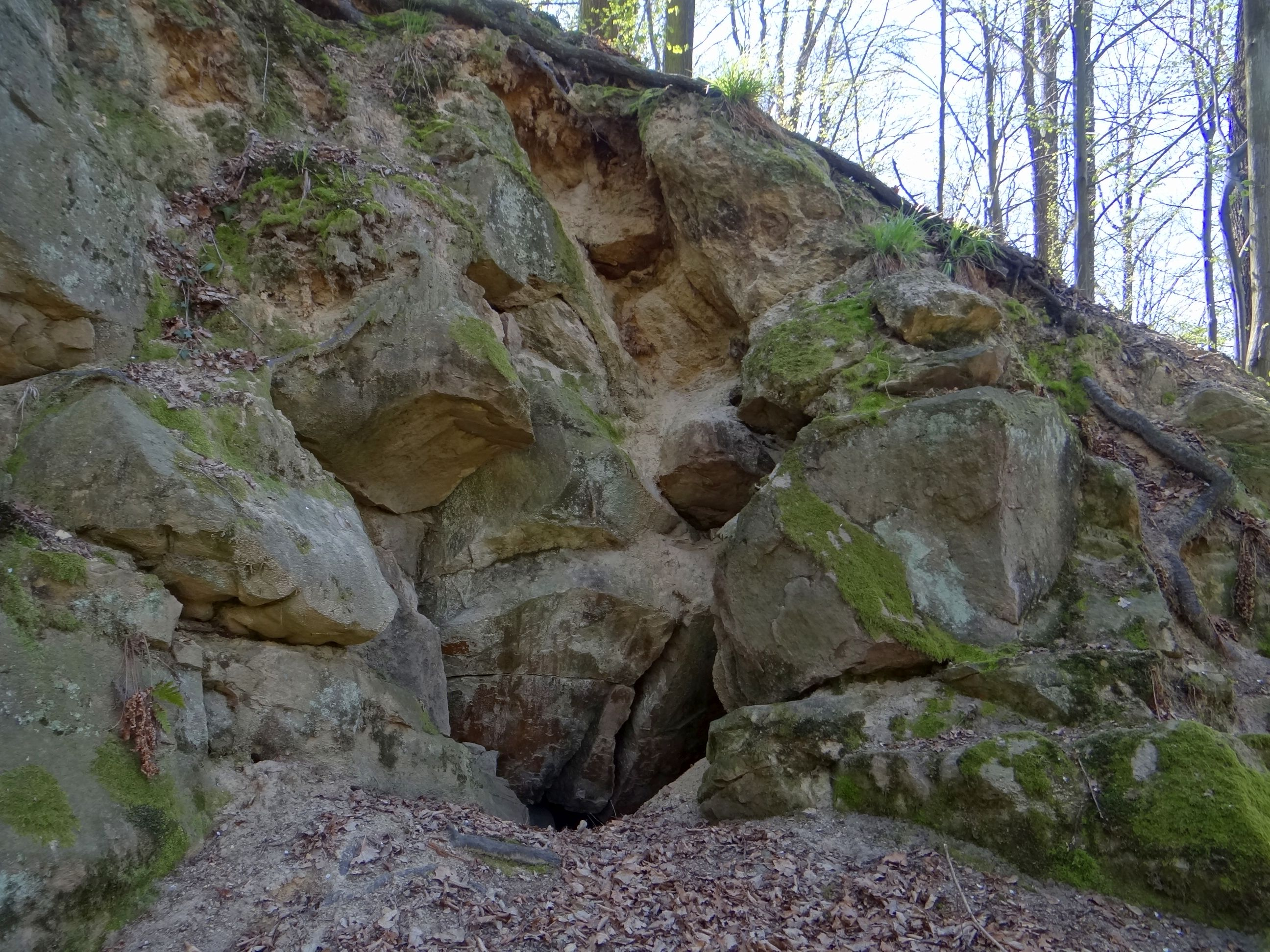
Otwór
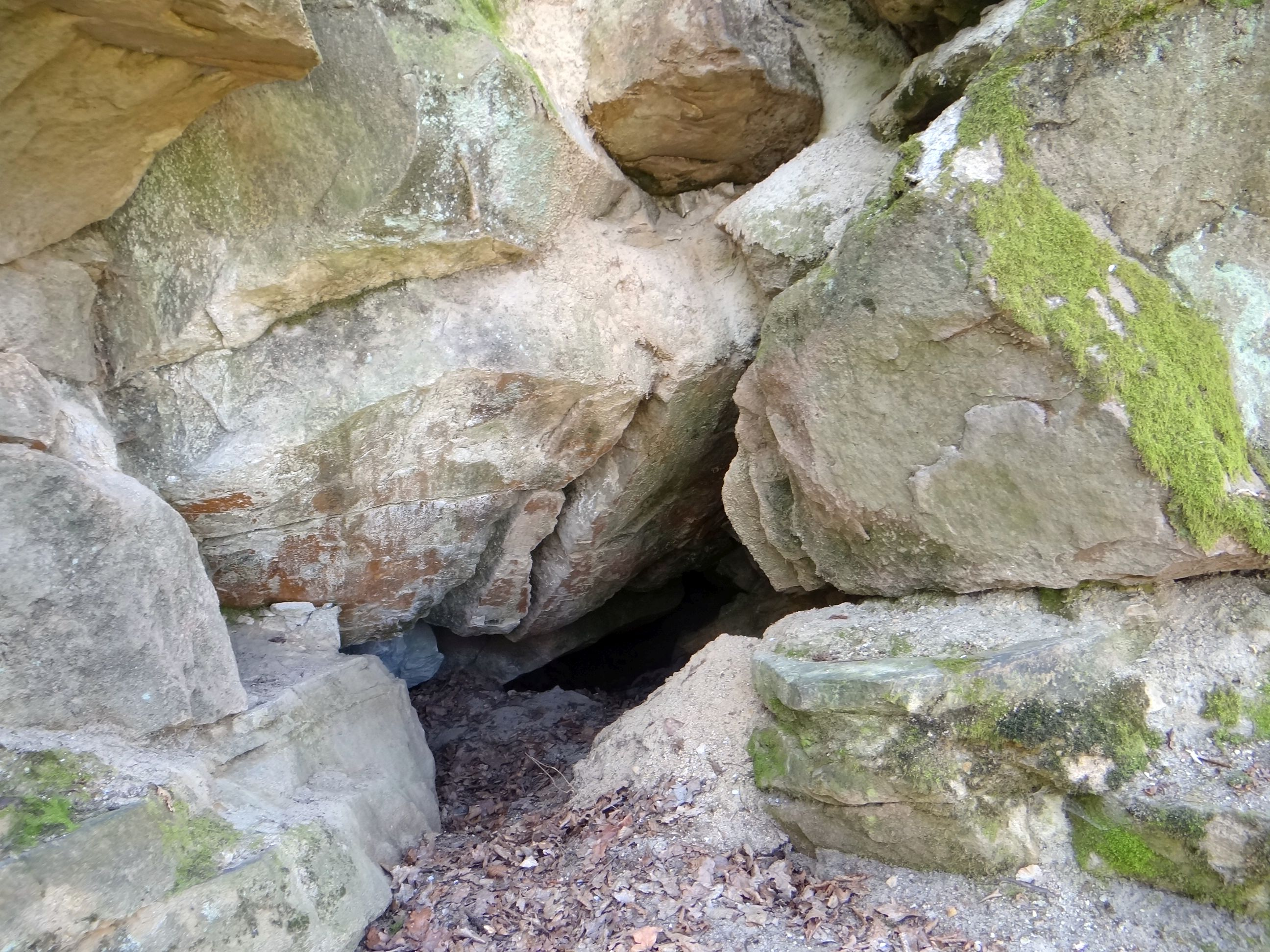
Otwór